# James Blake (Musiker)

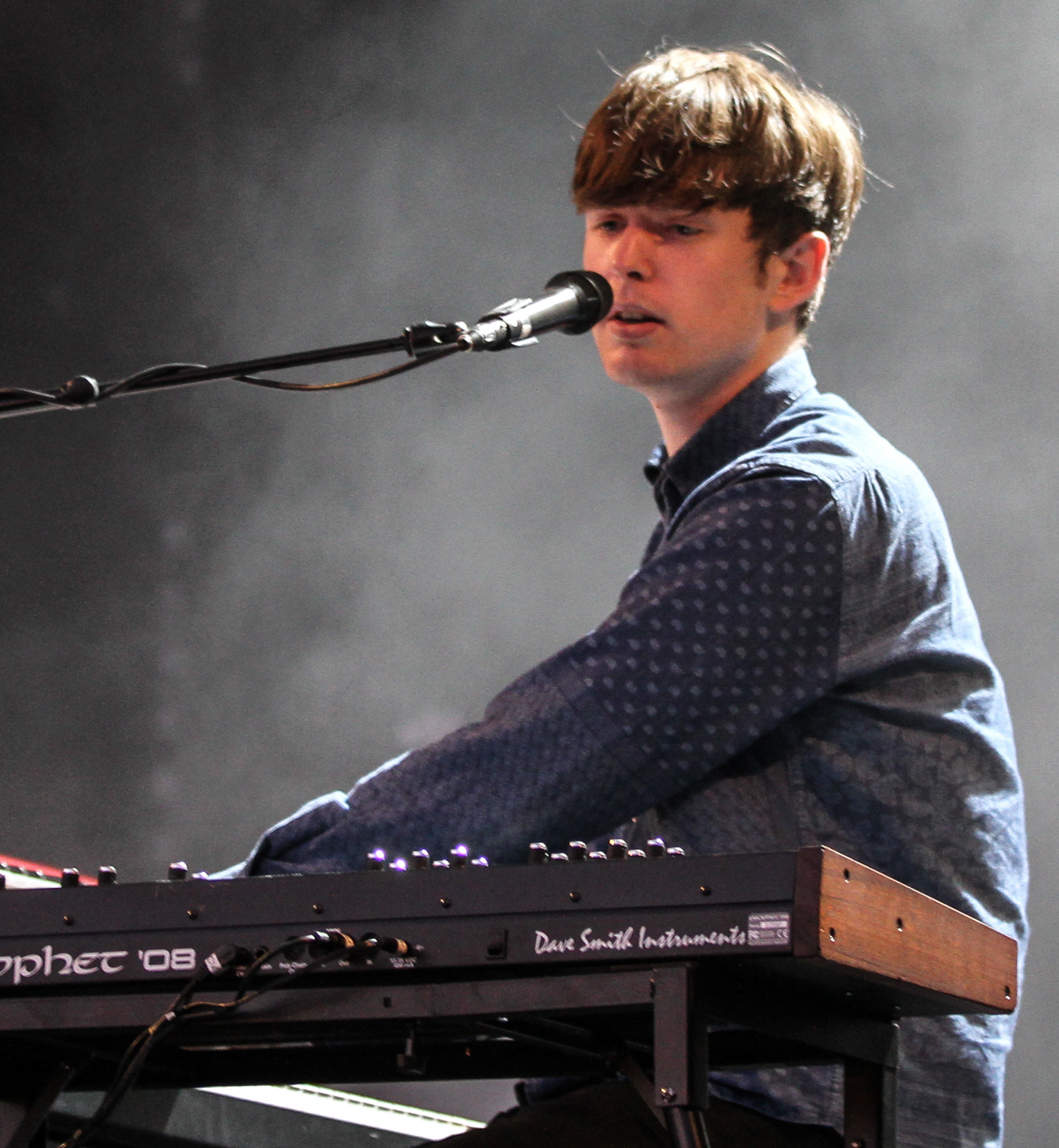
James Blake (2013)

James Blake (* 26. September 1988 in Deptford, London) ist ein britischer Musiker. Er macht als Singer-Songwriter elektronische Popmusik. In vielen seiner Werke verarbeitet er Stilmittel des Dubstep. Er ist auch bekannt unter dem Pseudonym Harmonimix und Gründungsmitglied des Musiklabels 1-800 Dinosaur.

## Leben
Blake ist Sohn des britischen Gitarristen James Litherland und ging in Winchmore Hill zur Grundschule, besuchte dann die weiterführende The Latymer School in Edmonton. Er studierte popular music an der Goldsmiths, University of London, an der er Kurse zusammen mit der Sängerin Katy B besuchte. Blake ist seit 2015 mit Jameela Jamil liiert.

## Werk
Im Juli 2009 erschien seine erste EP Air & Lack Thereof. 2010 erschienen drei weitere EPs, wobei das Lied CMYK als erste Single veröffentlicht und in der BBC gespielt wurde.
Sein im Februar 2011 auf R&S Records erschienenes Debütalbum James Blake erhielt positives Feedback. Die NZZ nannte seinen Liveauftritt im April 2011 in Zürich „trendweisend“.
Sein zweites Studioalbum Overgrown erschien im April 2013.
Sein drittes Studioalbum The Colour in Anything erschien 2016. Es ist 76 Minuten lang, enthält ein Duett mit Bon Iver und wurde teilweise von Rick Rubin produziert. Es sei „eine wunderschöne, virtuos komponierte und gesungene Platte mit Melodien, die sich vielleicht nicht beim ersten Hören erschließen, aber nach dem zweiten und dritten Mal dafür umso nachhaltiger im Gedächtnis verhaken“, urteilte Jens Balzer. Er nannte es „ein Hochamt der gegenwärtigen Songschreiberkunst – und ein in seinem ausweglosen Narzissmus tief berührendes und deprimierendes Werk.“
2023 wirkte er bei zwei Liedern des Albums Utopia von Travis Scott mit.

### Auszeichnungen
- 2013: Mercury Music Prize für Overgrown

### Nominierungen
- 2011 James Blake
  - für BBC Sound of 2011: Zweiter Platz
  - für den Mercury Music Prize
  - für den Critics Choice des BRIT Award
- 2012
  - mit The Wilhelm Scream für Best Contemporary Song des Ivor Novello Awards
  - mit James Blake für British Male Solo Artist des Brit Awards
  - mit Limit to Your Love für Best New Artist & Best Dance Video der MTV Video Music Awards-Japan

## Diskografie

### Studioalben
| Jahr | Titel Musiklabel                                | Höchstplatzierung, Gesamtwochen, AuszeichnungChartplatzierungen (Jahr, Titel, Musiklabel, Platzierungen, Wochen, Auszeichnungen, Anmerkungen) | Höchstplatzierung, Gesamtwochen, AuszeichnungChartplatzierungen (Jahr, Titel, Musiklabel, Platzierungen, Wochen, Auszeichnungen, Anmerkungen) | Höchstplatzierung, Gesamtwochen, AuszeichnungChartplatzierungen (Jahr, Titel, Musiklabel, Platzierungen, Wochen, Auszeichnungen, Anmerkungen) | Höchstplatzierung, Gesamtwochen, AuszeichnungChartplatzierungen (Jahr, Titel, Musiklabel, Platzierungen, Wochen, Auszeichnungen, Anmerkungen) | Höchstplatzierung, Gesamtwochen, AuszeichnungChartplatzierungen (Jahr, Titel, Musiklabel, Platzierungen, Wochen, Auszeichnungen, Anmerkungen) | Anmerkungen                                              |
| Jahr | Titel Musiklabel                                | DE | AT | CH | UK | US | Anmerkungen                                              |
| ---- | ----------------------------------------------- | --- | --- | --- | --- | --- | -------------------------------------------------------- |
| 2011 | James Blake Atlas, A&M, Polydor                 | DE27 (5 Wo.)DE | AT15 (7 Wo.)AT | CH9 (6 Wo.)CH | UK9 Silber · (7 Wo.)UK | US123 (1 Wo.)US | Erstveröffentlichung: 4. Februar 2011 Verkäufe: + 70.000 |
| 2013 | Overgrown Polydor, Republic                     | DE13 (4 Wo.)DE | AT21 (4 Wo.)AT | CH16 (5 Wo.)CH | UK8 Silber · (7 Wo.)UK | US32 (3 Wo.)US | Erstveröffentlichung: 8. April 2013 Verkäufe: + 70.000   |
| 2016 | The Colour in Anything Polydor, Republic        | DE76 (2 Wo.)DE | AT68 (1 Wo.)AT | CH19 (4 Wo.)CH | UK13 (5 Wo.)UK | US36 (1 Wo.)US | Erstveröffentlichung: 6. Mai 2016                        |
| 2019 | Assume Form Polydor, Republic                   | DE27 (2 Wo.)DE | AT16 (2 Wo.)AT | CH9 (4 Wo.)CH | UK6 (4 Wo.)UK | US21 (3 Wo.)US | Erstveröffentlichung: 18. Januar 2019                    |
| 2021 | Friends That Break Your Heart Polydor, Republic | DE19 (2 Wo.)DE | AT23 (1 Wo.)AT | CH14 (2 Wo.)CH | UK4 (1 Wo.)UK | US75 (1 Wo.)US | Erstveröffentlichung: 8. Oktober 2021                    |
| 2023 | Playing Robots into Heaven Polydor, Republic    | DE32 (1 Wo.)DE | — | CH75 (2 Wo.)CH | — | — | Erstveröffentlichung: 8. September 2023                  |

### EPs
- 2010: The Bells Sketch
- 2010: CMYK
- 2010: Klavierwerke
- 2011: Enough Thunder
- 2011: Love What Happened Here

### Singles
| Jahr | Titel Album                            | Höchstplatzierung, Gesamtwochen, AuszeichnungChartplatzierungen (Jahr, Titel, Album, Platzierungen, Wochen, Auszeichnungen, Anmerkungen) | Höchstplatzierung, Gesamtwochen, AuszeichnungChartplatzierungen (Jahr, Titel, Album, Platzierungen, Wochen, Auszeichnungen, Anmerkungen) | Höchstplatzierung, Gesamtwochen, AuszeichnungChartplatzierungen (Jahr, Titel, Album, Platzierungen, Wochen, Auszeichnungen, Anmerkungen) | Höchstplatzierung, Gesamtwochen, AuszeichnungChartplatzierungen (Jahr, Titel, Album, Platzierungen, Wochen, Auszeichnungen, Anmerkungen) | Höchstplatzierung, Gesamtwochen, AuszeichnungChartplatzierungen (Jahr, Titel, Album, Platzierungen, Wochen, Auszeichnungen, Anmerkungen) | Anmerkungen                                                                                        |
| Jahr | Titel Album                            | DE | AT | CH | UK | US | Anmerkungen                                                                                        |
| --- | -------------------------------------- | --- | --- | --- | --- | --- | -------------------------------------------------------------------------------------------------- |
| 2010 | Limit to Your Love James Blake         | — | AT63 (3 Wo.)AT | — | UK39 (7 Wo.)UK | — | Erstveröffentlichung: 25. November 2010 Verkäufe: + 15.000; Original: Leslie Feist                 |
| 2013 | Retrograde Overgrown                   | — | — | — | UK87 Silber · (3 Wo.)UK | — | Erstveröffentlichung: 11. Februar 2013 Verkäufe: + 265.000                                         |
| 2018 | King’s Dead Black Panther: The Album   | — | — | — | UK50 Gold · (8 Wo.)UK | US21 ×4Vierfachplatin · (20 Wo.)US | Erstveröffentlichung: 12. Januar 2018 Verkäufe: + 4.735.000; mit Jay Rock, Kendrick Lamar & Future |
| 2019 | Mile High Assume Form                  | — | — | — | UK47 (2 Wo.)UK | — | Erstveröffentlichung: 18. Januar 2019 Verkäufe: + 20.000; feat. Travis Scott & Metro Boomin        |
| Folgende Lieder erschienen nicht als Single, wurden aber durch das Album zum Download und Streaming bereitgestellt und konnten somit eine Platzierung erlangen: |                                        | | | | | | |
| |                                        | | | | | | |
| 2018 | Bloody Waters Black Panther: The Album | — | — | — | UK98 (1 Wo.)UK | — | Charteinstieg: 22. Februar 2018 mit Ab-Soul & Anderson Paak                                        |

### Als Gastmusiker
| Jahr | Titel Album                                     | Höchstplatzierung, Gesamtwochen, AuszeichnungChartplatzierungen (Jahr, Titel, Album, Platzierungen, Wochen, Auszeichnungen, Anmerkungen) | Höchstplatzierung, Gesamtwochen, AuszeichnungChartplatzierungen (Jahr, Titel, Album, Platzierungen, Wochen, Auszeichnungen, Anmerkungen) | Höchstplatzierung, Gesamtwochen, AuszeichnungChartplatzierungen (Jahr, Titel, Album, Platzierungen, Wochen, Auszeichnungen, Anmerkungen) | Höchstplatzierung, Gesamtwochen, AuszeichnungChartplatzierungen (Jahr, Titel, Album, Platzierungen, Wochen, Auszeichnungen, Anmerkungen) | Höchstplatzierung, Gesamtwochen, AuszeichnungChartplatzierungen (Jahr, Titel, Album, Platzierungen, Wochen, Auszeichnungen, Anmerkungen) | Anmerkungen                                                                        |
| Jahr | Titel Album                                     | DE | AT | CH | UK | US | Anmerkungen                                                                        |
| --- | ----------------------------------------------- | --- | --- | --- | --- | --- | ---------------------------------------------------------------------------------- |
| 2020 | Feel Away –                                     | — | — | — | UK92 (1 Wo.)UK | — | Erstveröffentlichung: 18. September 2020 slowthai feat. James Blake & Mount Kimbie |
| Folgende Lieder erschienen nicht als Single, wurden aber durch das Album zum Download und Streaming bereitgestellt und konnten somit eine Platzierung erlangen: |                                                 | | | | | |                                                                                    |
| |                                                 | | | | | |                                                                                    |
| 2016 | Forward Lemonade                                | — | — | — | UK85 (1 Wo.)UK | US63 (1 Wo.)US | Charteinstieg: 5. Mai 2016 Beyoncé feat. James Blake                               |
| 2023 | Hummingbird Spider-Man: Across The Spider-Verse | — | — | — | — | US90 (2 Wo.)US | Charteinstieg: 17. Juni 2023 Metro Boomin feat. James Blake                        |
| 2023 | Til Further Notice Utopia                       | — | — | — | — | US38 Gold · (2 Wo.)US | Charteinstieg: 12. August 2023 Travis Scott feat. James Blake & 21 Savage          |

Weitere Singles
- 2009: Air & Lack Thereof
- 2011: The Wilhelm Scream
- 2011: Lindisfarne / Unluck
- 2011: Order / Pan
- 2011: Fall Creek Boys Choir (mit Bon Iver)
- 2011: A Case of You (Original: Joni Mitchell)
- 2013: Overgrown
- 2014: Life Round Here
- 2016: Modern Soul
- 2016: Timeless
- 2016: Radio Silence
- 2016: My Willing Heart
- 2016: I Need a Forest Fire (mit Bon Iver)
- 2017: Vincent
- 2018: If the Car Beside You Moves Ahead
- 2018: Don’t Miss It
- 2020: You’re Too Precious

## Auszeichnungen für Musikverkäufe
| Silberne Schallplatte - Vereinigtes Königreich - 2023: für das Lied Both Sides of a Smile Goldene Schallplatte - Australien - 2016: für die Single Retrograde - Brasilien - 2024: für die Single Mile High - 2024: für das Lied Til Further Notice - 2025: für das Lied Hummingbird - Dänemark - 2011: für das Album James Blake - 2012: für die Single Limit to Your Love - 2013: für das Streaming Retrograde - 2021: für das Album Overgrown - Neuseeland - 2016: für die Single Retrograde - Polen - 2021: für die Single King’s Dead - Spanien - 2024: für die Single Barefoot in the Park | Platin-Schallplatte - Brasilien - 2024: für die Single King’s Dead - Kanada - 2024: für das Lied Til Further Notice - Neuseeland - 2019: für die Single King’s Dead 3× Platin-Schallplatte - Kanada - 2022: für die Single King’s Dead |

Anmerkung: Auszeichnungen in Ländern aus den Charttabellen bzw. Chartboxen sind in ebendiesen zu finden.
| Land/RegionAuszeichnungen für Musikverkäufe (Land/Region, Auszeichnungen, Verkäufe, Quellen) | Silber     | Gold       | Platin       | Verkäufe  | Quellen             |
| -------------------------------------------------------------------------------------------- | ---------- | ---------- | ------------ | --------- | ------------------- |
| Australien (ARIA)                                                                            | —          | Gold1      | —            | 35.000    | aria.com.au         |
| Brasilien (PMB)                                                                              | —          | 3× Gold3   | Platin1      | 100.000   | pro-musicabr.org.br |
| Dänemark (IFPI)                                                                              | —          | 4× Gold4   | —            | 40.000    | ifpi.dk             |
| Kanada (MC)                                                                                  | —          | —          | 4× Platin4   | 320.000   | musiccanada.com     |
| Neuseeland (RMNZ)                                                                            | —          | Gold1      | Platin1      | 45.000    | radioscope.co.nz    |
| Polen (ZPAV)                                                                                 | —          | Gold1      | —            | 25.000    | olis.pl             |
| Spanien (Promusicae)                                                                         | —          | Gold1      | —            | 30.000    | elportaldemusica.es |
| Vereinigte Staaten (RIAA)                                                                    | —          | Gold1      | 4× Platin4   | 4.500.000 | riaa.com            |
| Vereinigtes Königreich (BPI)                                                                 | 4× Silber4 | Gold1      | —            | 920.000   | bpi.co.uk           |
| Insgesamt                                                                                    | 4× Silber4 | 13× Gold13 | 10× Platin10 |           |                     |